# Ophionereis australis
Ophionereis australis är en ormstjärneart som först beskrevs av Hubert Lyman Clark 1923.  Ophionereis australis ingår i släktet Ophionereis och familjen Ophionereididae. Inga underarter finns listade i Catalogue of Life.